# Svenska Turistföreningens årsskrift
Svenska Turistföreningens årsskrift utgavs mellan 1886 och 2013 av Svenska Turistföreningen. Flertalet årsskrifter behandlade varje år ett ur turistsynpunkt aktuellt tema.

## Årsskrifter

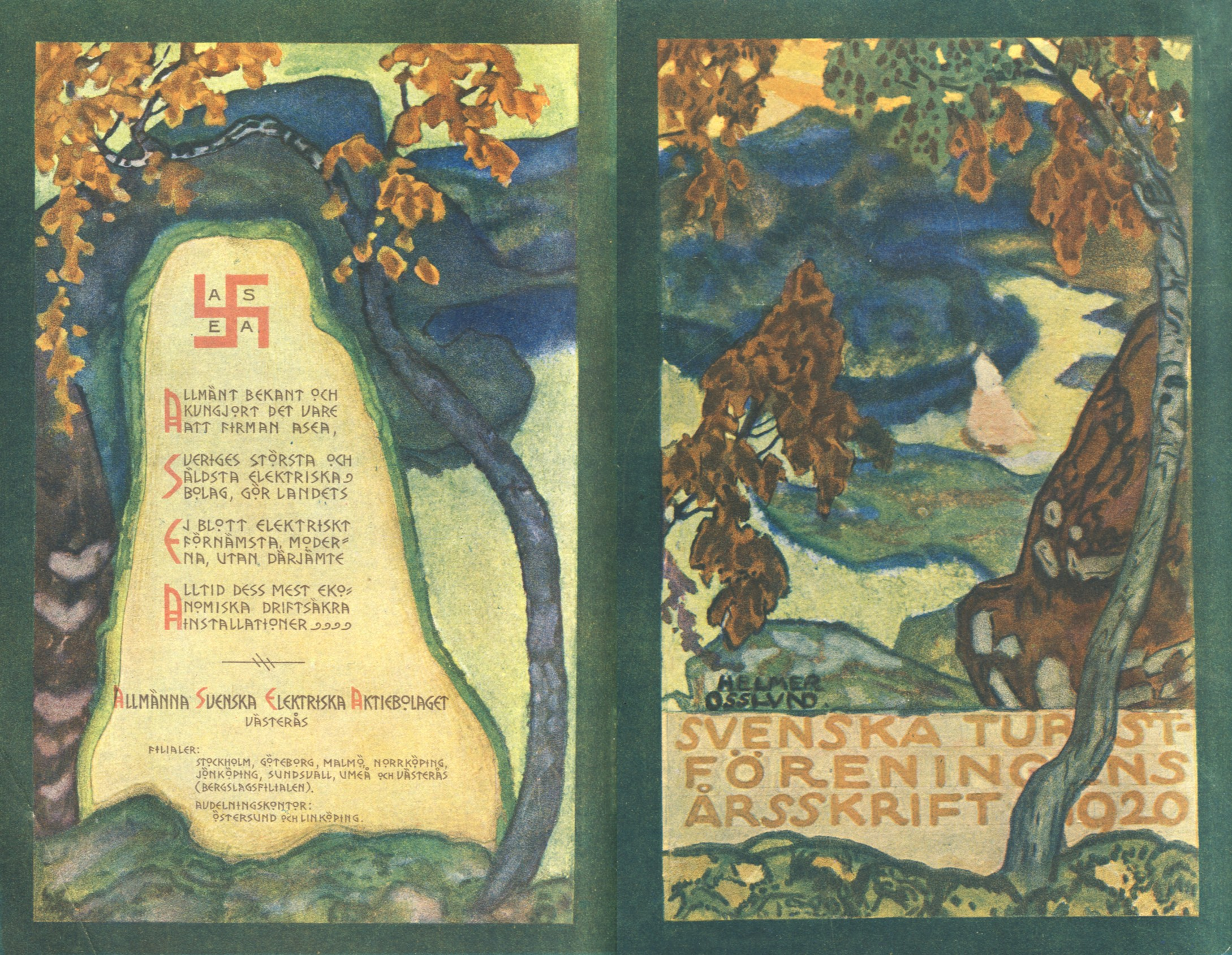
Omslag till "Svenska Turistföreningens Årsskrift 1920" med ASEA-reklam på baksidan, skapad av Helmer Osslund 1920.

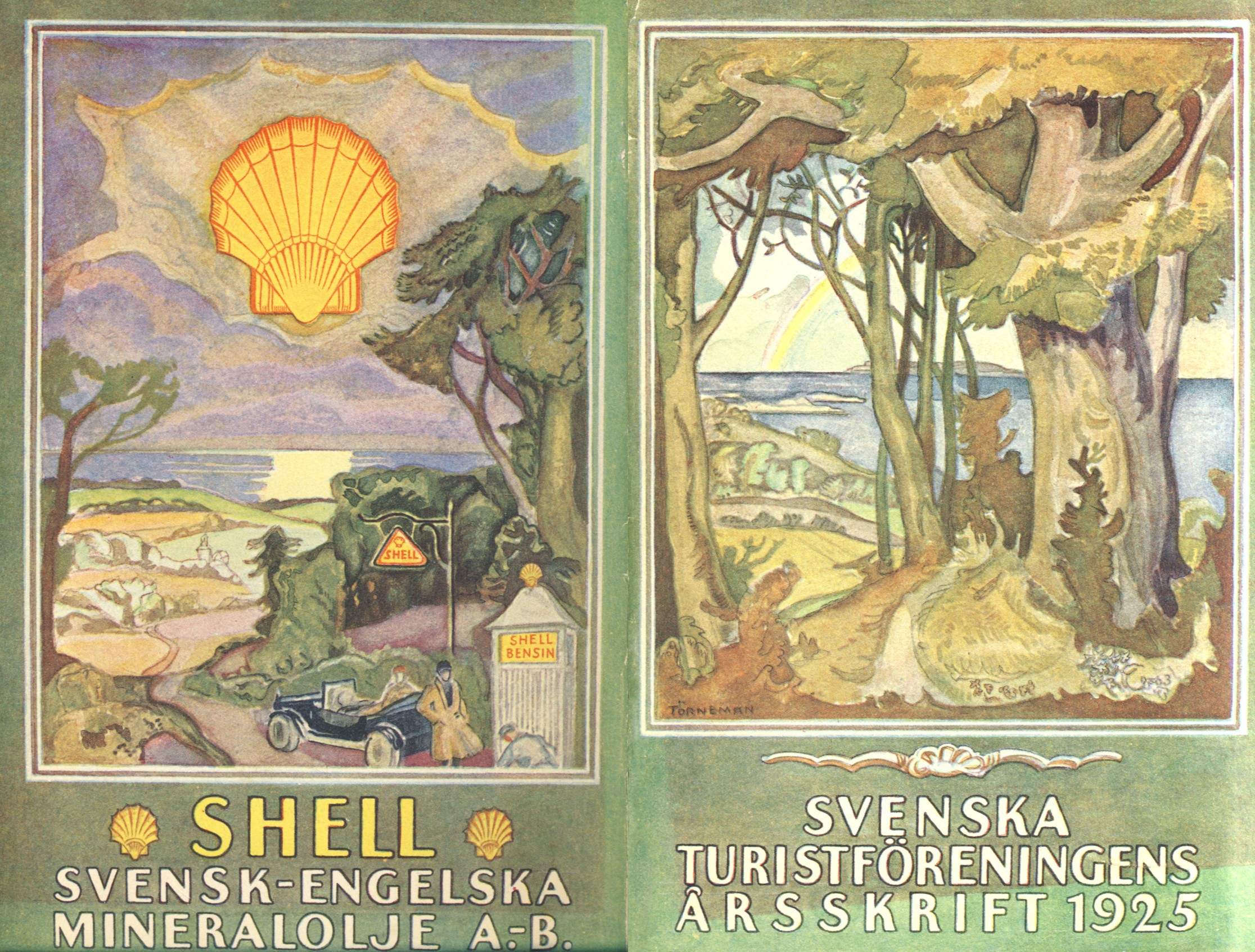
Omslag till "Svenska Turistföreningens Årsskrift 1925" med Shell-reklam på baksidan, skapad av Axel Törneman 1920.

### 1886–99
| År   | Tema        | Redaktör           |
| ---- | ----------- | ------------------ |
| 1886 | Tema saknas | Fredrik Svenonius  |
| 1887 | Tema saknas | Fredrik Svenonius  |
| 1888 | Tema saknas | Fredrik Svenonius  |
| 1889 | Tema saknas | Fredrik Svenonius  |
| 1890 | Tema saknas | Fredrik Svenonius  |
| 1891 | Tema saknas | Torbern Fegraeus   |
| 1892 | Tema saknas | Jaques Lagercrantz |
| 1893 | Tema saknas | Jaques Lagercrantz |
| 1894 | Tema saknas | Jaques Lagercrantz |
| 1895 | Tema saknas | Jaques Lagercrantz |
| 1896 | Tema saknas | Jaques Lagercrantz |
| 1897 | Tema saknas | Mauritz Boheman    |
| 1898 | Tema saknas | Mauritz Boheman    |
| 1899 | Tema saknas | Mauritz Boheman    |

### 1900–19
| År   | Tema        | Redaktör         |
| ---- | ----------- | ---------------- |
| 1900 | Tema saknas | Mauritz Boheman  |
| 1901 | Tema saknas | Mauritz Boheman  |
| 1902 | Tema saknas | Mauritz Boheman  |
| 1903 | Tema saknas | Mauritz Boheman  |
| 1904 | Tema saknas | Mauritz Boheman  |
| 1905 | Tema saknas | Mauritz Boheman  |
| 1906 | Tema saknas | Mauritz Boheman  |
| 1907 | Tema saknas | Mauritz Boheman  |
| 1908 | Tema saknas | Mauritz Boheman  |
| 1908 | Tema saknas | Richard Melander |
| 1909 | Tema saknas | Ruben G:son Berg |
| 1910 | Tema saknas | Ruben G:son Berg |
| 1911 | Tema saknas | Ruben G:son Berg |
| 1911 | Tema saknas | Ezaline Boheman  |
| 1912 | Tema saknas | Ezaline Boheman  |
| 1913 | Tema saknas | Ezaline Boheman  |
| 1914 | Tema saknas | Ezaline Boheman  |
| 1915 | Uppland     | Ezaline Boheman  |
| 1916 | Småland     | Ezaline Boheman  |
| 1917 | Bohuslän    | Ezaline Boheman  |
| 1918 | Västmanland | Ezaline Boheman  |
| 1919 | Skåne       | Ezaline Boheman  |

### 1920–39
| År   | Tema                               | Redaktör        |
| ---- | ---------------------------------- | --------------- |
| 1920 | Ångermanland                       | Ezaline Boheman |
| 1921 | Öland                              | Ezaline Boheman |
| 1922 | Stockholm                          | Ezaline Boheman |
| 1923 | Hälsingland                        | Ezaline Boheman |
| 1924 | Västergötland                      | Ezaline Boheman |
| 1925 | Blekinge                           | Ezaline Boheman |
| 1926 | Dalarna                            | Ezaline Boheman |
| 1927 | Södermanland                       | Ezaline Boheman |
| 1928 | Värmland                           | Ezaline Boheman |
| 1929 | Norrbotten                         | Carl Fries      |
| 1930 | Närke                              | Carl Fries      |
| 1931 | Härjedalen                         | Carl Fries      |
| 1932 | Gästrikland                        | Carl Fries      |
| 1933 | Halland                            | Carl Fries      |
| 1934 | Jämtland                           | Carl Fries      |
| 1935 | Jubileumsårsskrift, 50-årsjubileet | Carl Fries      |
| 1936 | Dalsland                           | Carl Fries      |
| 1937 | Västerbotten                       | Carl Fries      |
| 1938 | Östergötland                       | Carl Fries      |
| 1939 | Medelpad                           | Gösta Lundquist |

### 1940–59
| År   | Tema                | Redaktör                         |
| ---- | ------------------- | -------------------------------- |
| 1940 | Gotland             | Gösta Lundqvist                  |
| 1941 | 1500-talets Sverige | Gösta Lundqvist                  |
| 1942 | 1100-talets Sverige | Gösta Lundqvist                  |
| 1943 | 1700-talets Sverige | Gösta Lundqvist                  |
| 1944 | 1400-talets Sverige | Gösta Lundqvist                  |
| 1945 | STF 60 år           | Anders Billow                    |
| 1946 | Förhistorisk tid    | Anders Billow                    |
| 1947 | 1300-talets Sverige | Anders Billow                    |
| 1948 | 1800-talets Sverige | Anders Billow                    |
| 1949 | 1000-talets Sverige | Gösta Lundqvist och Olof Thaning |
| 1950 | 1600-talets Sverige | Anders Billow                    |
| 1951 | 1200-talets Sverige | Anders Billow och Olof Thaning   |
| 1952 | Våren               | Gösta Lundqvist                  |
| 1953 | Sommaren            | Olof Thaning                     |
| 1954 | Hösten              | Olof Thaning                     |
| 1955 | Vintern             | Olof Thaning                     |
| 1956 | Staden              | Olof Thaning                     |
| 1957 | Berget              | Olof Thaning                     |
| 1958 | Stranden            | Olof Thaning                     |
| 1959 | Skogen              | Olof Thaning                     |

### 1960–79
| År   | Tema                | Redaktör     |
| ---- | ------------------- | ------------ |
| 1960 | Bygden              | Olof Thaning |
| 1961 | Skåne               | Olof Thaning |
| 1962 | Uppland             | Olof Thaning |
| 1963 | Norrbotten          | Olof Thaning |
| 1964 | Bohuslän            | Olof Thaning |
| 1965 | Hälsingland         | Olof Thaning |
| 1966 | Gotland             | Olof Thaning |
| 1967 | Västmanland         | Olof Thaning |
| 1968 | Småland             | Olof Thaning |
| 1969 | Ångermanland        | Olof Thaning |
| 1970 | Västergötland       | Olof Thaning |
| 1971 | Blekinge            | Olof Thaning |
| 1972 | Dalarna             | Olof Thaning |
| 1973 | Stockholm           | Olof Thaning |
| 1974 | Öland               | Olof Thaning |
| 1975 | Närke               | Olof Thaning |
| 1976 | Halland             | Olof Thaning |
| 1977 | Jämtland/Härjedalen | Olof Thaning |
| 1978 | Göteborg            | Jan Jonason  |
| 1979 | Södermanland        | Jan Jonason  |

### 1980–99
| År   | Tema               | Redaktör                                      |
| ---- | ------------------ | --------------------------------------------- |
| 1980 | Västerbotten       | Jan Jonason                                   |
| 1981 | Dalsland           | Jan Jonason                                   |
| 1982 | Gästrikland        | Jan Jonason                                   |
| 1983 | Östergötland       | Margareta Elg                                 |
| 1984 | Medelpad           | Margareta Elg                                 |
| 1985 | Värmland           | Margareta Elg                                 |
| 1986 | STF 100 år         | Halvar Sehlin                                 |
| 1987 | Levande Trä        | Erik Janson                                   |
| 1988 | Levande Textil     | Erik Janson                                   |
| 1989 | Mest om järn       | Erik Janson                                   |
| 1990 | Sten               | Erik Janson, Ulf Johansson och Carina Sjöberg |
| 1991 | De stora sjöarna   | Ulf Johansson                                 |
| 1992 | Bohuskust          | Ulf Johansson                                 |
| 1993 | Norrlandsälvar     | Ulf Johansson                                 |
| 1994 | Roslagen           | Ulf Johansson                                 |
| 1995 | Kanaler            | Ulf Johansson                                 |
| 1996 | Skåne              | Hans Bauer                                    |
| 1997 | Dalarna/Härjedalen | Hans Bauer                                    |
| 1998 | Stockholm          | Ninni Lindvall (Wahlsten)                     |
| 1999 | Jämtland           | Ninni Lindvall (Wahlsten)                     |

### 2000–13
| År   | Tema                                   | Redaktör                                     |
| ---- | -------------------------------------- | -------------------------------------------- |
| 2000 | Östergötland                           | Ninni Lindvall (Wahlsten)                    |
| 2001 | Västerbotten                           | Ninni Lindvall (Wahlsten)                    |
| 2002 | Bygga och bo                           | Maria Kindblom                               |
| 2003 | Resenär - inte turist!                 | Ninni Wahlsten och Lena Hellström, m. fl.    |
| 2004 | Lakan medtages                         | Ninni Wahlsten och Anders Tapper             |
| 2005 | Älskade fjäll                          | Ninni Wahlsten och Anders Tapper             |
| 2006 | Skärgårdslandet                        | Ninni Wahlsten och Anders Tapper             |
| 2007 | Brott och trakt                        | Ninni Wahlsten och Anders Tapper             |
| 2008 | Svenska parker                         | Ninni Wahlsten, Anders Tapper och Mårten Leo |
| 2009 | Äkta svenskt                           | Anders Tapper, Mårten Leo och Johan Tell     |
| 2010 | Nära äventyr                           | Anders Tapper, Mårten Leo                    |
| 2011 | Svenska leder                          | Anders Tapper, Mårten Leo och Maja Hök       |
| 2012 | Svenska scener                         | Anders Tapper, Mårten Leo och Maja Hök       |
| 2013 | Tidernas resa - En årsbok i tre sekler | Anders Tapper                                |

Årsskriften för 2013, som utkom i november 2013, blev den sista årsskriften, då Svenska Turistföreningen beslutat upphöra med utgivningen. Den sista utgåvan behandlade årsskriften i sig själv som tema.